# Tournoi féminin de goalball aux Jeux paralympiques d'été de 2024
Cet article traite de l'épreuve féminine. Pour la compétition féminine, voir Tournoi masculin de goalball aux Jeux paralympiques d'été de 2024.
Pour un article plus général, voir Goalball aux Jeux paralympiques d'été de 2024.
Navigation
Tokyo 2020 Los Angeles 2028
Le tournoi paralympique féminin 2024 de goalball est l'épreuve féminine de goalball des Jeux paralympiques d'été de 2024 organisés à Paris. Le tournoi se déroulera à Paris Expo Porte de Versailles du 29 août au 5 septembre 2024.

## Qualifications
Les huit équipes se sont qualifiées comme suit :
| Compétition                          | Date                | Lieu                    | Places | Qualifiés            |
| ------------------------------------ | ------------------- | ----------------------- | ------ | -------------------- |
| Pays organisateur                    | Pays organisateur   | Pays organisateur       | 1      | France               |
| Championnat du monde Goalball 2022   | 5-17 décembre 2022  | Matosinhos, Portugal    | 2      | Corée du Sud Turquie |
| Jeux mondiaux IBSA 2023              | 18-27 août 2023     | Birmingham, Royaume-Uni | 2      | Chine Brésil         |
| Jeux parapanaméricains de 2023       | 17-26 novembre 2023 | Santiago, Chili         | 1      | Canada               |
| Championnat IBSA d'Asie-Océanie 2023 | 10-19 novembre 2023 | Hangzhou, Chine         | 1      | Japon                |
| Championnat IBSA d'Europe 2023       | 6-17 décembre 2023  | Podgorica, Monténégro   | 1      | Israël               |
| Total                                | Total               | Total                   | 8      |                      |

## Phase de poule

### Groupe A
| Rang | Équipe  | Pts | J | G | N | P | Bp | Bc | Diff |
| ---- | ------- | --- | - | - | - | - | -- | -- | ---- |
| 1    | Chine   | 9   | 3 | 3 | 0 | 0 | 16 | 7  | +9   |
| 2    | Turquie | 4   | 3 | 1 | 1 | 1 | 13 | 14 | -1   |
| 3    | Israël  | 3   | 3 | 1 | 0 | 1 | 13 | 15 | -2   |
| 4    | Brésil  | 1   | 3 | 0 | 1 | 2 | 8  | 14 | -6   |

| Match | Date                  | Équipe 1 | Résultat | Équipe 2 |
| ----- | --------------------- | -------- | -------- | -------- |
| 3     | 29 août à 10h30       | Turquie  | 3 - 3    | Brésil   |
| 4     | 30 août à 10h30       | Brésil   | 4 - 8    | Israël   |
| 5     | 30 août à 19h00       | Chine    | 7 - 5    | Turquie  |
| 8     | 31 août à 10h30       | Turquie  | 5 - 4    | Israël   |
| 9     | 31 août à 14h45       | Chine    | 3 - 1    | Brésil   |
| 11    | 1er septembre à 14h45 | Israël   | 1 - 6    | Chine    |

### Groupe B
| Rang | Équipe       | Pts | J | G | N | P | Bp | Bc | Diff |
| ---- | ------------ | --- | - | - | - | - | -- | -- | ---- |
| 1    | Japon        | 9   | 3 | 3 | 0 | 0 | 11 | 2  | +9   |
| 2    | Canada       | 4   | 3 | 1 | 1 | 1 | 11 | 2  | +9   |
| 3    | Corée du Sud | 4   | 3 | 1 | 1 | 1 | 7  | 4  | +3   |
| 4    | France       | 0   | 3 | 0 | 0 | 3 | 1  | 22 | -21  |

| Match | Date                  | Équipe 1     | Résultat | Équipe 2     |
| ----- | --------------------- | ------------ | -------- | ------------ |
| 1     | 29 août à 14h45       | Canada       | 10 - 0   | France       |
| 2     | 29 août à 19h00       | Corée du Sud | 1 - 3    | Japon        |
| 6     | 30 août à 14h45       | Japon        | 2 - 1    | Canada       |
| 7     | 31 août à 19h00       | France       | 1 - 6    | Corée du Sud |
| 10    | 1er septembre à 10h30 | Corée du Sud | 0 - 0    | Canada       |
| 12    | 1er septembre à 19h00 | France       | 0 - 6    | Japon        |

## Phase finale
|  | Quarts de finale    | Quarts de finale    |                     |                     | Demi-finales           | Demi-finales           |   |  | Finale              | Finale              |
|  | Quarts de finale    | Quarts de finale    |                     |                     | Demi-finales           | Demi-finales           |   |  | Finale              | Finale              |
|  |                     |                     |                     |                     |                        |                        |   |  |                     |                     |
|  | 3 septembre à 13h30 | 3 septembre à 13h30 |                     |                     | 4 septembre à 15h15    | 4 septembre à 15h15    |   |  | 5 septembre à 17h45 | 5 septembre à 17h45 |
|  | 3 septembre à 13h30 | 3 septembre à 13h30 |                     |                     | 4 septembre à 15h15    | 4 septembre à 15h15    |   |  | 5 septembre à 17h45 | 5 septembre à 17h45 |
|  | Chine               | 12                  |                     |                     | 4 septembre à 15h15    | 4 septembre à 15h15    |   |  | 5 septembre à 17h45 | 5 septembre à 17h45 |
|  | Chine               | 12                  |                     |                     | 4 septembre à 15h15    | 4 septembre à 15h15    |   |  | 5 septembre à 17h45 | 5 septembre à 17h45 |
|  | France              | 2                   |                     |                     | 4 septembre à 15h15    | 4 septembre à 15h15    |   |  | 5 septembre à 17h45 | 5 septembre à 17h45 |
|  | France              | 2                   | Chine               | 1                   |                        |                        |   |  | 5 septembre à 17h45 | 5 septembre à 17h45 |
|  | 3 septembre à 15h15 |                     | Chine               | 1                   |                        |                        |   |  | 5 septembre à 17h45 | 5 septembre à 17h45 |
|  |                     | Israël              | 2                   |                     |                        |                        |   |  | 5 septembre à 17h45 | 5 septembre à 17h45 |
|  | Canada              | Israël              | 2                   | 1                   |                        |                        |   |  | 5 septembre à 17h45 | 5 septembre à 17h45 |
|  | Canada              |                     |                     | 1                   |                        |                        |   |  | 5 septembre à 17h45 | 5 septembre à 17h45 |
|  | Israël              | 5                   |                     |                     |                        |                        |   |  | 5 septembre à 17h45 | 5 septembre à 17h45 |
|  | Israël              | 5                   | Israël              | 3                   |                        |                        |   |  |                     |                     |
|  | 3 septembre à 18h00 |                     | Israël              | 3                   |                        |                        |   |  |                     |                     |
|  |                     | Turquie             | 8                   |                     |                        |                        |   |  |                     |                     |
|  | Japon               | Turquie             | 8                   | 0                   |                        |                        |   |  |                     |                     |
|  | Japon               | 4 septembre à 19h45 |                     | 0                   |                        |                        |   |  |                     |                     |
|  | Brésil              | 2                   |                     |                     |                        |                        |   |  |                     |                     |
|  | Brésil              | 2                   | Brésil              | 1                   |                        |                        |   |  |                     |                     |
|  | 3 septembre à 19h45 | 3 septembre à 19h45 | Brésil              | 1                   | Match pour la 3e place | Match pour la 3e place |   |  |                     |                     |
|  | 3 septembre à 19h45 | 3 septembre à 19h45 |                     | Turquie             | Match pour la 3e place | Match pour la 3e place | 3 |  |                     |                     |
|  | Turquie             | 6                   | 5 septembre à 15h00 | 5 septembre à 15h00 |                        |                        | 3 |  |                     |                     |
|  | Turquie             | 6                   | 5 septembre à 15h00 | 5 septembre à 15h00 |                        |                        |   |  |                     |                     |
|  | Corée du Sud        | 3                   |                     | Chine               | 6                      |                        |   |  |                     |                     |
|  | Corée du Sud        | 3                   |                     | Chine               | 6                      |                        |   |  |                     |                     |
|  |                     |                     |                     |                     |                        |                        |   |  | Brésil              | 0                   |
|  |                     |                     |                     |                     |                        |                        |   |  | Brésil              | 0                   |

|  | 5e place            |   |
|  |                     |   |
|  | 4 septembre à 10h45 |   |
|  |                     |   |
|  | Japon               | 0 |
|  | Japon               | 0 |
|  | Canada              | 1 |
|  | Canada              | 1 |

|  | 7e place           |          |
|  |                    |          |
|  | 4 septembre à 9h00 |          |
|  |                    |          |
|  | Corée du Sud       | 2 tab(2) |
|  | Corée du Sud       | 2 tab(2) |
|  | France             | 2(1)     |
|  | France             | 2(1)     |

### Quarts de finale[1]
| 3 septembre         | Chine | 12 - 2 | France | Stade Pierre-de-Coubertin, Paris |
| 13 h 30 (UTC+02:00) |       |        |        |                                  |

| 3 septembre         | Canada | 1 - 5 | Israël | Stade Pierre-de-Coubertin, Paris |
| 15 h 15 (UTC+02:00) |        |       |        |                                  |

| 3 septembre         | Japon | 0 - 2 | Brésil | Stade Pierre-de-Coubertin, Paris |
| 18 h 00 (UTC+02:00) |       |       |        |                                  |

| 3 septembre         | Turquie | 6 - 3 | Corée du Sud | Stade Pierre-de-Coubertin, Paris |
| 19 h 45 (UTC+02:00) |         |       |              |                                  |

### Match pour la7eplace
| 4 septembre         | Corée du Sud      | 2 - 2 | France | Stade Pierre-de-Coubertin, Paris |
| 10 h 00 (UTC+02:00) |                   |       |        |                                  |
|                     | Tirs au but 2 - 1 |       |        |                                  |

### Match pour la5eplace
| 4 septembre         | Japon | 0 - 1 | Canada | Stade Pierre-de-Coubertin, Paris |
| 11 h 45 (UTC+02:00) |       |       |        |                                  |

### Demi-finales
| 4 septembre         | Chine | 1 - 2 | Israël | Stade Pierre-de-Coubertin, Paris |
| 15 h 15 (UTC+02:00) |       |       |        |                                  |

| 4 septembre         | Brésil | 1 - 3 | Turquie | Stade Pierre-de-Coubertin, Paris |
| 19 h 45 (UTC+02:00) |        |       |         |                                  |

### Match pour la médaille de bronze
| 5 septembre         | Chine | 6 - 0 | Brésil | Stade Pierre-de-Coubertin, Paris |
| 15 h 00 (UTC+02:00) |       |       |        |                                  |

### Finale
| 5 septembre         | Israël | 3 - 8 | Turquie | Stade Pierre-de-Coubertin, Paris |
| 17 h 45 (UTC+02:00) |        |       |         |                                  |